# Exochus setaceous
Exochus setaceous är en stekelart som beskrevs av Kusigemati 1971. Exochus setaceous ingår i släktet Exochus och familjen brokparasitsteklar. Inga underarter finns listade i Catalogue of Life.